# Axis Lines International
Axis International Lines - była kameruńskia linia lotnicza, która powstała w 2005 roku.

## Połączenia

### Połączenia międzynarodowe
Axis International Lines obsługują następujące połączenia:
- Duala - Madryt - Paryż  dwa loty w tygodniu
- Kinszasa - Duala - Bruksela dwa loty w tygodniu
- Duala - Abidżan (trzy loty w tygodniu)
- Duala - Lagos (trzy loty w tygodniu)
- Duala - Malabo (dwa loty w tygodniu)
- Duala - Kinszasa (trzy loty w tygodniu)
- Duala - Ndżamena (dwa loty w tygodniu)

W planach jest uruchomienie połączenia z Douala do Nowego Jorku

### Połączenia krajowe
Axis International Lines obsługują następujące połączenia:
- Duala - Garoua (jeden lot w tygodniu)
- Duala - Jaunde (dwa loty w tygodniu)
- Duala - Maroua (trzy loty w tygodniu)

## Flota
- Boeing 767-200 ER - na połączeniach międzynarodowych
- MD-80 - na połączeniach krajowych i międzynarodowych na terenie Afryki

## Akcjonariusze
- Kameruńscy akcjonariusze: 45%
- Hiszpańscy akcjonariusze: 35%
- Byli pracownicy Cameroon Airlines: 20%